# ХИФК (футбольный клуб)
ХИФК (швед. Idrottsföreningen Kamraterna, Helsingfors или HIFK, в дословном переводе — «Спортивная ассоциация Камратерна, Хельсинки») — финский футбольный клуб из столицы страны Хельсинки. Основан в 1897 году. Домашние матчи команда проводит на стадионе «Brahen Kenttä>общей вместимостью примерно 1200 зрителей. Семикратный чемпион Финляндии.

## История
Спортивная ассоциация Камратерна, Хельсинки была основана 15 октября 1897 года Жоржем Дубицким, 15-летним учеником Шведской Реаллицеум школы в Хельсинки. В первые годы существования клуб специализировался на футболе, хоккее с мячом и лёгкой атлетике. Футбольная команда была основана в 1907 году, в том же году, когда была основана Футбольная ассоциация Финляндии. Первый футбольный матч, сыгранный ХИФКом, состоялся 17 мая 1908 года на стадионе «Кайсаниеми», где новая команда выиграла у «Унитаса» 2:1.
В ранние годы ХИФК занимал второе место 4 раза в 1909, 1912, 1928 и 1929 годах. Кроме того, в 1912 году Сборная Финляндии по футболу на Стокгольмской Олимпиаде включала в команду игроков ХИФКа.
ХИФК выиграл свой первый финский чемпионат (Местарууссарья) в 1930 году, и это было подвигом, который они повторили трижды в 1931, 1933 и 1937 годах в большое десятилетие для клуба. ХИФК также выигрывал Местарууссарья в 1947, 1959 и 1961 годах. В общей сложности ХИФК выиграл финский чемпионат 7 раз.
ХИФК был одной из самых успешных футбольных команд в Финляндии до начала 1970-х годов, когда команда вылетела из Местарууссарья. После 1972 года команда бродила по нижним дивизионам финского футбола, даже сыграв в Нелонен (четвертый дивизион), пятый уровень финской футбольной лиги, в 1980–1983 и 2003–2005 годах.
В общей сложности с 1930 года ХИФК сыграли 29 сезонов в Местарууссарья (высшая лига), 18 сезонов в первом дивизионе и 18 сезонов во втором. Их лучшее достижение за последние десятилетия было с 1999 по 2002 год, когда клуб участвовал в Юккёнене (Первый дивизион). ХИФК вылетел из Юккёнена в конце сезона 2002 года и занял место второй команды в Нелонене (четвёртый дивизион) в 2003 году. Совсем недавно ХИФК добился значительных успехов и вернулся в Юккёнен в сезоне 2011, но вылетел обратно в Какконен после сезона 2012. Вернувшись в Какконен, ХИФК вновь нанял тренера Яни Хонкавару, который уже ранее возглавлял команду в 2010-2011 годах. Обыграв в плей-офф «ПС Кеми», ХИФК вышел в Юккёнен в третий раз в этом тысячелетии.
ХИФК выиграл Юккёнен в 2014 году и таким образом вернулся в высшую лигу финского футбола, Вейккауслигу спустя 43 года. ХИФК объявили, что будут играть свои домашние игры сезона 2015 на Телиа 5G Арена, домашнем стадионе своих местных конкурентов «ХИК Хельсинки». В декабре 2014 года ХИФК запустил краудфандинговую кампанию через Инвесдор. ХИФК стремился собрать 250 000 — 500 000 евро, продав акции клуба стоимостью 189,70 евро за штуку. По словам президента клуба Рене Остермана, команда нуждалась в финансировании на предстоящий сезон Вейккауслиги, и краудфандинг дал шанс сторонникам стать частью клуба. Кампания успешно завершилась в январе 2015 года, и ХИФК собрал 335,495 евро от 786 инвесторов.
После трёх сезонов в Вейккауслиге, ХИФК вылетел в Юккёнен после 11-го места в сезоне 2017 года и проигрыша в плей-офф «Хонке» за счёт выездного гола. В 2018 году ХИФК выиграл Юккёнен и вернулся в Вейккауслигу. В сезоне 2019 ХИФК занял 7-е место в Вейккауслиге, а в сезоне 2020 8-е место.

## Достижения
Вейккауслига
- Чемпион (7): 1930, 1931, 1933, 1937, 1947, 1959, 1961
- Серебряный призёр (7): 1909, 1912, 1928, 1929, 1934, 1935, 1971
- Бронзовый призёр (4): 1932, 1936, 1958, 1970

Кубок Финляндии
- Финалист (1): 1959

## Статистика выступлений с 2006 года
| Сезон | Ранг | Турнир       | Место | И  | В  | Н  | П  | ГЗ | ГП | Очки |
| ----- | ---- | ------------ | ----- | -- | -- | -- | -- | -- | -- | ---- |
| 2006  | 4    | Колмонен     | 2     | 22 | 14 | 3  | 5  | 50 | 29 | 45   |
| 2007  | 4    | Колмонен     | 1     | 22 | 19 | 1  | 2  | 85 | 15 | 58   |
| 2008  | 3    | Какконен     | 7     | 26 | 11 | 5  | 10 | 39 | 31 | 38   |
| 2009  | 3    | Какконен     | 7     | 26 | 10 | 6  | 10 | 40 | 36 | 36   |
| 2010  | 3    | Какконен     | 1     | 26 | 15 | 6  | 5  | 49 | 23 | 51   |
| 2011  | 2    | Юккёнен      | 9     | 24 | 8  | 5  | 11 | 26 | 30 | 29   |
| 2012  | 2    | Юккёнен      | 10    | 27 | 5  | 6  | 16 | 29 | 54 | 21   |
| 2013  | 3    | Какконен     | 1     | 27 | 19 | 5  | 3  | 64 | 22 | 62   |
| 2014  | 2    | Юккёнен      | 1     | 27 | 15 | 5  | 7  | 63 | 30 | 50   |
| 2015  | 1    | Вейккауслига | 7     | 33 | 10 | 13 | 10 | 42 | 42 | 43   |
| 2016  | 1    | Вейккауслига | 10    | 33 | 8  | 10 | 15 | 35 | 39 | 34   |
| 2017  | 1    | Вейккауслига | 11    | 33 | 6  | 11 | 16 | 37 | 54 | 29   |
| 2018  | 2    | Юккёнен      | 1     | 27 | 16 | 6  | 5  | 47 | 22 | 54   |
| 2019  | 1    | Вейккауслига | 7     | 27 | 10 | 9  | 8  | 37 | 34 | 39   |
| 2020  | 1    | Вейккауслига | 8     | 22 | 8  | 4  | 10 | 29 | 33 | 28   |